# Сидоренко Юрій Сергійович
Юрій Сергійович Сидоренко (нар. 8 листопада 1939 року, Херсон, СРСР) — радянський і російський лікар онколог, академік Російської академії наук (2006), академік РАМН (1999, член-кореспондент з 1997).

## Біографія
Закінчив медичний факультет Ужгородського державного університету, потім працював у сільських лікарнях Закарпатській області та Новочеркаській гінекологічній лікарні. З 1972 року (з перервою на роботу головним лікарем лікарні № 20 в Ростова-на-Дону) — співробітник Ростовського НДІ онкології, з 1978 року — головний лікар клініки, в 1982—2010 роках — директор інституту. Кандидат медичних наук (1978, тема дисертації: Ендолімфатична поліхіміотерапія в лікуванні раку шийки матки), доктор медичних наук (1988 — тема дисертації: Деякі аспекти діагностики та диспансеризації онкогінекологічних хворих).
У 1990—1993 роках — народний депутат РРФСР.
Основні наукові інтереси лежать в області дослідження нових методів біотерапії раку, головним чином у використанні природних біологічних середовищ організму для розчинення цитостатиків.

## Нагороди, премії, почесні звання
- Орден «Знак Пошани» (1981)[1].
- Орден Дружби (2005)[2].
- Заслужений діяч науки Російської Федерації (1999)[3].
- Заслужений винахідник РРФСР (1990)[4].
- Золота медаль імені М. М. Блохіна (2017) — за серію робіт по темі: «Патогенетичні аспекти розвитку пухлини і оптимізація методів діагностики, хірургічного та лікарського лікування пацієнтів із злоякісними новоутвореннями».
- Премія імені І. І. Мечникова (2008) — за цикл робіт по темі «Можливості аутобіотерапіі у вирішенні актуальних проблем біомедицини».
- Медаль ВООЗ за заслуги в медицині.
- Золота медаль МОЗ РФ (2001).
- Золота медаль М. Пирогова Європейської Асоціації хірургів (2006)[1].

Нагороди Російської Православної Церкви.
- Орден святого благовірного князя Данила Московського 3 ступеня.
- Орден преподобного Сергія Радонезького.